# Сологуб, Виталий Алексеевич
 Виталий Алексеевич Сологуб (8 августа 1926, Краматорск — 17 декабря 2004, Киев) — профсоюзный, партийный и государственный деятель УССР.

## Биография
Родился 8 августа 1926 года в городе Краматорске (ныне Донецкой области) в семье рабочего. С 1941 работал токарем Иркутского завода имени Куйбышева в РСФСР, с 1944 года — токарем Старокраматорского машиностроительного завода имени Орджоникидзе Сталинской области. С 1946 года, после окончания машиностроительного техникума, работал технологом цеха, конструктором, старшим инженером-конструктором, начальником бюро инструментов и приспособлений, начальником центральной измерительной лаборатории завода. Член ВКП(б) с 1947 года.
В 1952 году окончил Всесоюзный политехнический институт. Защитил диссертацию в Киевском политехническом институте. Кандидат технических наук.
С 1953 года — секретарь парткома, парторг ЦК КПСС на Старокраматорском машиностроительном заводе, в 1961-1963 годах — директор Старокраматорского машиностроительного завода Донецкой области.
С 11 июля 1963 года по декабрь 1964 года — 2-й секретарь Донецкого промышленного областного комитета КПУ. С декабря 1964 по март 1971 года — 2-й секретарь Донецкого областного комитета КПУ. С 18 марта 1966 по 17 марта 1971 года — кандидат в члены ЦК КПУ.
С 1971 по 1990 год — председатель Украинского республиканского совета профессиональных союзов, член ЦК КП Украины, кандидат в члены ЦК КПСС, член Президиума Верховного Совета УССР.
С 20 марта 1971 по 14 сентября 1973 года — кандидат в члены Политического бюро ЦК КП Украины. С 14 сентября 1973 по 31 марта 1990 года — член Политического бюро ЦК КП Украины.
Избирался депутатом Верховного Совета СССР 9-11-го созывов. Депутат Верховного Совета СССР 6-11-го созывов.
С марта 1990 года на пенсии. С 1997 по 2002 год — председатель правления ГАСК «Укринмедстрах». Жил в Киеве. Умер 17 декабря 2004 года в Киеве, похоронен на Байковом кладбище (участок № 52а).

## Награды
- орден Октябрьской Революции (25.08.1971)
- 4 ордена Трудового Красного Знамени (22.03.1966; 08.12.1973; 19.03.1981; 07.08.1986)
- орден Дружбы народов (06.08.1976)
- медали

## Память
2 декабря 2008 года в Киеве, на доме по улице Шелковичная, 8/20, где Виталий Алексеевич проживал вместе с семьей с 1971 по 2003 год, ему установлены мемориальная доска (бронза, гранит; барельеф).